# オプゼン
オプゼン（クロアチア語: Opuzen）はクロアチア、ドゥブロヴニク＝ネレトヴァ郡の小都市で、2011年の国勢調査による人口は3,254人である。ダルマチア地方南部に位置し、ネレトヴァ川の河口から上流へ12km行った場所にある。ネレトヴァ川の渓谷は緑の渓谷（Zelenom dolinom）と呼ばれ、オプゼン周辺はクロアチアではミカンなど果物や野菜の産地として知られている。

## 歴史
オプゼンの名はオプス要塞から取られたもので 、要塞はヴェネツィア共和国によって1684年に築かれた。要塞の跡は旧市街の一部として残っている。中心部はローマ時代の大広場の一部であった。オプゼンが初めて言及されたのは1387年のことである。14世紀、ラグーサ共和国時代には塩などの交易地として栄えた。この地域に初めて学校が開かれたのは1798年のことであり、1845年までネレトヴァ地域では唯一の学校であった。町にはオプゼン教区教会である聖ステファン教会が中央広場にある。